# هادية طاجيك
هادية طاجيك (بالنرويجية البوكمول: Hadia Tajik)‏ (مواليد 18 يوليو 1983) هي أول وزيرة مسلمة يتم تعيينها كوزيرة للثقافة في النرويج. نشأت في عائلة باكستانية استقرت في النرويج، حيث عملت في مجال الإعلام حتى أصبحت مستشارة للقضايا الاجتماعية لوزير العمل النرويجي.

## الحياة الشخصية
ولدت هادية في قرية يورهانسبيند في بمقاطعة روغالاند في غرب النرويج. والدها ساروار طاجيك (مواليد 1947) وأمها صافيا كوزولباش (مواليد 1948) واللذين هاجروا من باكستان في سبعينات القرن العشرين. أنهَتْ دراستها الابتدائية في مدرسة القرية وكانت واحدة من 7 تلاميذ بالمدرسة، ثُم التحقت بمدرسة تاو السفلى بين عامي 1996 - 1998، وفيما بعد مدرسة ستراند الثانوية العليا بين عامي 1998 - 2001.
حَصلت على درجة البكالوريس في الصحافة من جامعة ستافنجر، وبعدها درست حقوق الإنسان من جامعة كينغستن في إنجلترا (2004 - 2005) وحصلت على درجة الماجستير. ثم التحقت بكلية القانون بجامعة أوسلو وحصلت على درجة الماجستير في القانون سنة 2012.

## روابط خارجية
- هادية طاجيك على موقع IMDb (الإنجليزية)